# Чарлз Фіцрой, 2-й герцог Графтон
Чарлз Фіцрой, 2-й герцог Графтон, KG, PC, FRS (25 жовтня 1683 — 6 травня 1757) — ірландський та англійський політик.

## Ранні роки
Він був єдиною дитиною та спадкоємцем Генрі Фіцроя, 1-го герцога Графтона (1663—1690) (позашлюбного сина короля Карла II від його коханки Барбари Вільєрс) від його дружини Ізабелли Беннет, 2-ї графині Арлінгтонської, правнучки Вільгельма Мовчазного. Він успадкував титули свого батька 9 жовтня 1690 року, у 1723 році успадкував титули матері.

## Кар'єра
Графтон був одним із членів Клубу Кіт-Кет, який підтримував сходження Ганноверської династії на трон Великої Британії.Існує його портрет, написаний Годфрі Неллером. Він служив лордом-верховним стюардом під час коронації короля Георга I, ставши таємним радником у 1715 році та кавалером Ордена підв'язки у 1721 році. Він також служив лордом-лейтенантом Ірландії з 1720 до 1724 року і лордом-камергером від 1724 року до своєї смерті. У 1719 році він був одним із головних відвідувачів Королівської академії музики, корпорації, яка представляла барокові опери на сцені. У 1739 році він підтримав створення того, що мало стати однією з найвідоміших благодійних організацій Лондона, Лікарні для підкидьків. Він засідав у першій опікунчій раді цієї благодійної організації разом із такими колегами, як Джон Рассел, 4-й герцог Бедфордський, Вер Боклерк, 1-й барон Вер з Ганворта та Мікаджа Перрі, лорд-мер Лондона. При королівському дворі його ніжно називали «Бубі Графтон». Протягом кількох років він і принцеса Емілі, одна з дочок Георга II, насолоджувалися напівкокетливими стосунками.

## Шлюб і діти
30 квітня 1713 року він одружився з леді Генрієттою Сомерсет (27 серпня 1690 — 7 серпня 1726), дочкою Чарлза Сомерсета, маркіза Вустера, і Ребекки Чайлд. У них було семеро дітей:

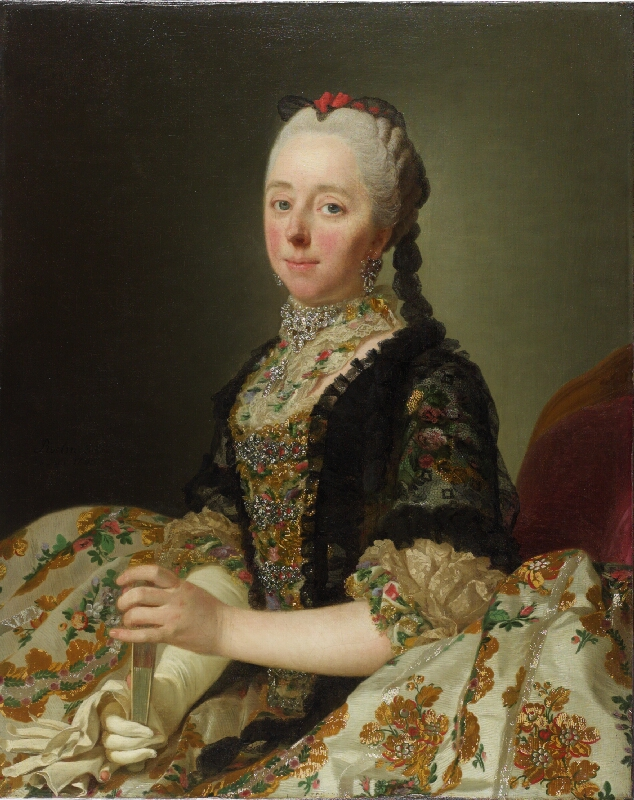
одна з дочок Ізабелла, графиня Гертфордська, портрет Александра Росліна (1765)
Художня галерея Гантеріан, Університет Глазго

- Чарлз Генрі Фіцрой, граф Юстон (13 квітня 1714 — 18 грудня 1715).
- Джордж Фіцрой, граф Юстон (24 серпня 1715 — 7 липня 1747). Він був одружений 10 жовтня 1741 року на леді Дороті Бойл (14 травня 1724 — 2 травня 1742), старшій дочці Річарда Бойла, 4-го графа Корка, 3-го графа Берлінґтона, та його дружини леді Дороті Севіл, доньки Вільяма Севіла, 2-го маркіза. Галіфакса. Граф був відомий поганим поводженням зі своєю дружиною, яка померла через сім місяців після їхнього одруження[9]
- Лорд Август Фіцрой (16 жовтня 1716 — 24 травня 1741). Він був одружений з Елізабет Косбі, дочкою полковника Вільяма Косбі, який служив колоніальним губернатором Нью-Йорка. Вони були батьками двох синів, які заснували гілки сім'ї, яка продовжується досі:
  - Август Фіцрой, 3-й герцог Графтон
  - Чарльз Фіцрой, 1-й барон Саутгемптон
- Лорд Чарльз Фіцрой (23 квітня 1718 — 29 липня 1739).
- Леді Керолайн Фіцрой (8 квітня 1722 — 26 червня 1784). Вона вийшла заміж за Вільяма Стенгоупа, 2-го графа Гаррінґтона . Вони були батьками Ізабелли Моліне, графині Сефтон, Чарльза Стенгоупа, 3-го графа Гаррінґтона та ще п'ятьох дітей.
- Леді Гаррієт Фіцрой (8 червня 1723 — серпень 1735).
- Леді Ізабелла Фіцрой (1726 — 10 листопада 1782). Вона вийшла заміж за Френсіса Сеймур-Конвея, першого маркіза Гертфорда. Вони були батьками Френсіса Сеймур-Конвея, 2-го маркіза Гертфорда та одинадцяти інших дітей.

Герцог також мав позашлюбного сина Чарльза Фітцроя-Скудамора.

## Спадщина
На його честь названа Графтон-стріт у Дубліні . Він володів майном на території. Графтон, штат Массачусетс, названий на його честь.
Вінчестер, штат Нью-Гемпшир, спочатку був названий «Арлінґтон» на його честь. (Герцог Арлінґтонський)